# Икоба, Тега
Тега Икоба (англ. Tega Ikoba; род. 14 августа 2003, Беттендорф, Айова) — американский футболист нигерийского происхождения, нападающий клуба «Портленд Тимберс».

## Клубная карьера
Икоба — воспитанник клуба «Портленд Тимберс». 2 сентября 2020 года в поединке против «Сакраменто Рипаблик» игрок дебютировал за «Портленд Тимберс 2» в Чемпионшипе ЮСЛ.
В 2021 году Икоба поступил в Университет Северной Каролины в Чапел-Хилле и начал выступать за университетскую футбольную команду в Национальной ассоциации студенческого спорта. В сезоне 2021 он забил шесть голов и отдал две голевые передачи в 19 матчах и был включён в символическую сборную первокурсников Конференции атлантического побережья.
11 января 2022 года Икоба подписал контракт с «Портленд Тимберс» в качестве доморощенного игрока до конца сезона 2024. 14 мая в матче против «Спортинга Канзас-Сити» он дебютировал в MLS, отыграв 20 минут после выхода на замену вместо Натана Фогасы. 18 марта 2023 года в поединке против «Атланты Юнайтед» он забил свой первый гол за «Портленд Тимберс».
22 марта 2024 года Икоба был отдан в аренду клубу Чемпионшипа ЮСЛ «Инди Илевен» на сезон 2024. 23 марта в матче против «Сакраменто Рипаблик» он дебютировал за «Инди Илевен», выйдя на замену во втором тайме вместо Тайлера Гибсона. 13 апреля в матче против «Чарлстон Бэттери» он забил свой первый гол за «Инди Илевен».
3 июля «Портленд Тимберс» отозвал Икобу из аренды в «Инди Илевен». 25 июля он оформил хет-трик за «Портленд Тимберс 2» в матче против «Спортинга Канзас-Сити II», за что был назван игроком недели в MLS Next Pro.

## Международная карьера
В 2023 году в составе олимпийской сборной США Икоба принял участие в Панамериканских играх в Чили. На турнире он сыграл в матчах против команд Бразилии, Гондураса, Колумбии, Чили и Мексики. В поединках против колумбийцев и мексиканцев Тега забил по голу.